# Ебоњи
Ебоњи је једна од савезних држава Нигерије. Налази се на југоистоку земље, а главни град државе је град Абакалики. 
Држава Ебоњи је формирана 1996. године. Заузима површину од 5.533 km² и има 1.739.136 становника (подаци из 2005). 